# 4736 Johnwood
4736 Johnwood este un asteroid din centura principală, descoperit pe 13 ianuarie 1983 de Carolyn Shoemaker.